# Skonnessi (Unplugged 1977-2006)
Skonnessi - Unplugged 1977-2006 è un album dal vivo del gruppo musicale italiano Skiantos, pubblicato nel 2006.

## Tracce
1. Vacci piano
2. Blues degli orti metropolitani
3. Meglio un figlio ladro che un figlio frocio
4. Ti voglio così
5. Col mare di fronte
6. Nostalgia della miseria
7. Sbagliando nota
8. Sono un ribelle mamma
9. Gran viaggione
10. Ho perso il filobus
11. Pene d'amore
12. Gelati
13. Io dentro
14. Gli italiani son felici
15. Non hai vinto ritenta
16. Permanent flebo
17. Eptadone
18. Sesso pazzo

## Formazione
- Roberto "Freak" Antoni - voce
- Fabio "Dandy Bestia" Testoni - chitarra acustica e cori
- Luca "Tornado" Testoni - chitarra acustica
- Massimo "Max Magnus" Magnani - basso
- Roberto "Granito" Morsiani - batteria